# 金沢大学十全医学会
金沢大学十全医学会（かなざわだいがくじゅうぜんいがくかい、英語: The Juzen Medical Society Kanazawa University）は、日本の学術研究団体の一つ。

## 概要
1888年設立。学術研究団体としての種別は単独学会である。基礎医学臨床医学を学術研究領域とし、医学の進展に寄与することを目的としている。

## 沿革
- 1888年 - 金沢医学会発足。
- 1945年 - 旧制金沢医科大学十全医学会設立。

## 刊行物

### 金沢大学十全医学会雑誌
- 誌名（和文）：金沢大学十全医学会雑誌
- 誌名（欧文）：Journal of the Juzen Medical Society
- 創刊年：1896
- 資料種別：ジャーナル（査読付き論文を含む）
- 使用言語：日英混在
- 発行形態：印刷体、その他電子体
- 著作権帰属先：学会
- クリエイティブコモンズ：定めていない
- 購読：有料